# Huntingdon (Royaume-Uni)
 (juin 2019).
Si vous disposez d'ouvrages ou d'articles de référence ou si vous connaissez des sites web de qualité traitant du thème abordé ici, merci de compléter l'article en donnant les références utiles à sa vérifiabilité et en les liant à la section « Notes et références ».
Pour les articles homonymes, voir Huntingdon.
Huntingdon est une ville du Cambridgeshire au Royaume-Uni. Elle borde la rivière Ouse près de l'autoroute A1, une voie routière importante d'Angleterre. Avant 1974, elle était la capitale de son propre comté, le Huntingdonshire, c'est dorénavant le nom du district où elle est située.
La ville a été représentée à la Chambre des communes par l'ancien Premier Ministre John Major, de 1979 à 2001. C'est aussi la ville natale d'Oliver Cromwell, qui l'a également représentée au XVIIe siècle.
La ville est desservie par une gare sur la East Coast Main Line, ligne principale de chemin de fer entre Londres et Édimbourg, fréquentée également par des trains régionaux.

## Économie
Certaines sociétés ont leur siège à Huntingdon, notamment Lola Cars, Huntingdon Life Sciences et QUAD.

## Musées
Le musée d'Oliver Cromwell est situé dans la ville. Il est dans un bâtiment qui était l'école de Huntingdon (Huntingdon Grammar School). Samuel Pepys était étudiant à l'école.  Le musée compte le livre Anne Cromwell's Virginal Book dans sa collection.

## Personnalités liées à la ville
- Maud de Huntingdon (vers 1070-1130 ou 1131), comtesse de Huntingdon, importante héritière anglo-normande, reine consort d'Écosse de David Ier ;
- Oliver Cromwell et famille :
  - Richard Cromwell (1626-1712), troisième fils d'Oliver Cromwell, et Lord Protecteur d'Angleterre, d'Écosse et d'Irlande pour quelques mois, y est né ;
  - Henry Cromwell (1628-1674), quatrième fils d'Oliver Cromwell, et figure importante du régime parlementaire de l'Irlande, y est né ;
- Robert William Edis (1839-1927), architecte, y est né ;
- Osmond Fisher (1817-1914), géologue et géophysicien britannique, y est mort ;
- Michael Foster (1836-1907), physiologiste et homme politique, y est né ;
- George Furbank (1996-), joueur international anglais de rugby à XV, y est né ;
- Oliver Gavin (1972), pilote automobile, vainqueur du championnat de Grande-Bretagne de Formule 3 en 1995, y est né ;
- Jamie Lidell (1973-), musicien, chanteur de néo-soul, y est né ;
- Himesh Patel (1990-), acteur, connu pour son rôle dans le film Yesterday de Danny Boyle, y est né ;
- Terry Reid (1949-),  guitariste et chanteur de rock anglais célèbre pour sa voix unique, y est né ;
- Anthony Webb (1901-1996), pseudonyme de Norman Scarlyn Wilson, auteur britannique de roman policier, y est mort.

## Jumelages
La ville, avec Godmanchester , est jumelée avec:
- Salon-de-Provence (France) depuis 1976
- Wertheim (Allemagne) depuis 1981[2]
- Szentendre (Hongrie) depuis 1996
- Gubbio (Italie) depuis 2013